# LP1 (Liam Payne)
| Recensione   | Giudizio |
| ------------ | -------- |
| AllMusic     |          |
| The Guardian |          |
| NME          |          |
| The Times    |          |

LP1 è l'unico album in studio del cantante britannico Liam Payne, pubblicato il 6 dicembre 2019 su etichetta discografica Capitol Records.
Si tratta di un album pop e hip hop, con elementi di musica elettronica, reggaeton, R&B e trap.

## Tracce
1. Stack It Up – 2:45 (Ed Sheeran, Julius Dubose, Steve McCutcheon, Frederik Gibson)
2. Remember – 3:09 (James Abrahart, Jonathan Price, Stefan Johnson, Jordan Johnson, Marcus Lomax, Oliver Peterhof)
3. Heart Meet Break – 1:56 (Jake Torrey, Michael Matosic, Joseph Spargur)
4. Hips Don't Lie – 3:28 (Stefan Johnson, Jordan Johnson, Marcus Lomax, Alexander Izquerdio, Oliver Peterhof)
5. Tell Your Friends – 3:15 (David Brown, Dylan Bauld, Samuel Watters)
6. Say It All – 3:27 (Liam Payne, Ryan Tedder, Sandy Wilhelm, Mikkel Eriksen, Tor Hermansen)
7. Rude Hours – 3:55 (James Duval, Rudolph Huggins, Daniel Schofield)
8. Live Forever – 2:54 (Samuel Preston, Evan Kidd Bogart, Sylvester "Sly" Sivertsen)
9. Weekend – 3:10 (Liam Payne, Aaron Zuckerman, Simon Wilcox, Nolan Lambroza, Shaun Frank)
10. Both Ways – 3:18 (Liam Payne, Ruth-Anne Cunningham, Stephanie Jones, Ian Franzino, Andrew Haas)
11. Strip That Down – 3:22 (Liam Payne, Ed Sheeran, Steve McCutcheon, Orville Burrell, Rickardo Ducent, Shaun Pizzonia, Brian Thompson, Sylvester Allen, Harold Ray Brown, Morris Dickerson, Le Roy Lonnie Jordan, Charles William Miller, Lee Oskar, Howard E. Scott, Quavious Marshall)
12. For You – 4:02 (Alexandra Tamposi, Alexander Payami, Andrew Wotman)
13. Familiar – 3:14 (Gamal Lewis, Sean Douglas, Michael Sabath, J Balvin)
14. Polaroid – 3:08 (Jonas Blue, JP Cooper, Samuel Romans, Edward Drewett)
15. Get Low – 3:23 (Zedd, Charles Hinshaw Jr., Tristan Landymore, Fabienne Holloway)
16. Bedroom Floor – 3:08 (Charlie Puth, Jacob Kasher Hindlin, Steve McCutcheon, Ammar Malik, Noel Zancanella, Aaron Jennings)
17. All I Want (for Christmas) – 3:01 (James Newman, Samuel Preston, Philip Cook)

Tracce bonus nell'edizione deluxe
1. Hurting Me – 3:02 (Liam Payne, Andrew Wotman, Simon Wilcox, Steve McCutcheon)
2. Before It Ends – 2:58 (Liam Payne, David Gibson, Franzino, Andrew Haas)
3. All I Want (For Christmas) – 3:01 (James Newman, Samuel Preston, Philip Cook)

Tracce bonus nell'edizione giapponese
1. Down – 4:09 (Stefan Johnson, Jordan Johnson, Marcus Lomax, Mikkel Eriksen, Tor Hermansen)
2. Trouble – 2:51 (Liam Payne, Ronald Spencer, Aaron Zuckerman)
3. Nobody Else – 3:57 (Liam Payne, Mikkel Eriksen, Tor Hermansen, Ilsey Juber, Simon Wilcox, Lambroza)
4. All I Want (for Christmas) – 3:01 (James Newman, Samuel Preston, Philip Cook)

## Classifiche
| Classifica (2019-21) | Posizione massima |
| -------------------- | ----------------- |
| Australia            | 50                |
| Belgio (Fiandre)     | 124               |
| Belgio (Vallonia)    | 128               |
| Canada               | 70                |
| Francia              | 153               |
| Germania             | 91                |
| Giappone             | 124               |
| Irlanda              | 69                |
| Portogallo           | 45                |
| Regno Unito          | 17                |
| Slovacchia           | 98                |
| Spagna               | 41                |
| Stati Uniti          | 111               |
| Svizzera             | 100               |